# Tubercolo di Zuckerkandl (denti)
Il tubercolo di Zuckerkandl è un piccolo tubercolo cervicale al margine della corona mesiobuccale dei primi molari decidui mascellari e mandibolari sopra la radice mesiale. È una delle principali caratteristiche identificative dei denti. Il tubercolo è sempre presente, indipendentemente dall'età o dall'etnia.